# ELEX
ELEX (Eléctrico, Lujoso, Estimulante, Xenial) es un videojuego perteneciente al género de fantasía y de ciencia ficción con temas de acción y rol desarrollado por la empresa Piranha Bytes y publicado por THQ nordic. Se lanzó en todo el mundo el 17 de octubre del año 2017, para las consolas PlayStation 4, Xbox One y para Windows. El juego ha sido descrito como un juego de rol de ciencia ficción apocalíptico, "nervioso, oscuro, intransigente y complejo", donde el protagonista se une a la guerra por el poderoso recurso "ELEX", que otorga a las personas poderes mágicos. El mundo del juego es una mezcla de ubicaciones futuristas y medievales, en las que el jugador puede usar armas de fuego, espadas y magia contra los enemigos.

## Argumento
160 años antes de la acción establecida en el juego, un gran cometa golpeó el planeta Magalan. Esto causó la destrucción en todo el mundo, por lo que solo sobrevivieron relativamente pocas personas. También trajo el elemento desconocido llamado ELEX (Ecléctico, Lujoso, Estimulante, Xenial) por sus siglas al planeta. En el transcurso de estos 160 años, han surgido varios grupos con diferentes ideologías, que han explorado el Elex a través de diferentes métodos, y por lo tanto, han recibido diferentes beneficios. Entonces podrían usarlo como combustible para máquinas de ciencia ficción como los Mecas, preparar drogas (Estimulantes), consumirlo directamente o invertir las propiedades y manáproducida. Como combustible, utilizado principalmente por los clérigos y los Albas, en forma de Estimulantes, excluyendo a los Forajidos, ya que al Mana solo los Frenéticos tienen acceso y solo los Albas consumen Elex en su forma pura. Incluso si las facciones son hostiles entre sí, se están negociando en menor medida con la nueva moneda conveniente Elexit, una mezcla de las palabras Elex-Stein.
El protagonista, Jax, es un aspirante a comandante de los Albas, a quien reverentemente se le llama "la bestia de Xacor". Como Alba, este posee las capacidades a través del consumo de Elex puro, el aumento de las habilidades de pensamiento lógico y un cuerpo fortalecido, sin embargo, pierde todas las emociones, siempre que consuma Elex. En una misión en su planeador, Jax es derribado por una debilidad en el escudo y se bloquea. Aunque sobrevive al accidente, es ejecutado por su fracaso en su misión por su hermano Kallax. Lo que Kallax no notó en ese momento, es que Jax también sobrevivió a esta ejecución. Pero gravemente herido, el ex-Alba también es robado por un forajido llamado Ray, incluido todo su equipo de combate. Todo lo que le queda ahora es una barra de hierro como arma y 2 pociones de curación.
El jugador ahora se ve obligado a encontrar su camino alrededor del mundo y unirse a una de las otras 3 facciones principales. Todas las personas, incluidas estas 3 facciones, que todavía poseen sus emociones por completo, se llaman personas libres. Aunque en parte luchan entre sí, los Albas son el enemigo de todos los humanos libres. Estos han establecido conversores en toda la zona de juego de Magalan para extraer el Elex de todas las formas de vida, como plantas, mutantes, humanos, etc., para llevarlo a Xacor. Jax quiere recuperar su antigua fuerza como una bestia de Xacor y ve las 3 facciones solo como un medio para un fin, para obtener un buen equipo. Aunque Jax inicialmente solo tenía una venganza en mente, a través de la vida aprendió en las llamadas personas libres, más sobre los Albas y su líder, los híbridos, y él tienen que levantarse a favor o en contra de él al final. El híbrido revela en la única entrevista, que el Elex sólo es un mal presagio para otros seres, llamado el saber realizar y quiere preparar a la humanidad a esto se eleva a un nivel más alto de la evolución por medio de Elex.
El jugador puede cooperar y finalmente unirse a una de las tres facciones en el juego. Los Frenéticos han renunciado a la tecnología moderna y al uso de Elex, en lugar de encontrar una forma de purificar la sustancia en Maná para tejer magia y devolverle la vida a la naturaleza. Los clérigos adoran fanáticamente a un dios llamado Calaan y operan como un estado policial religioso donde el consumo de Elex está expresamente prohibido, pero se usa para alimentar complejas tecnologías de guerra. Los Forajidos no tienen un liderazgo formal y operan con una mentalidad de "supervivencia del más apto", utilizando armamento improvisado y mortal, y consumen Elex en forma de drogas estimulantes especializadas.

## Modo de Juego
ELEX es un juego de rol de acción ambientado en un mundo abierto post-apocalíptico y jugado desde una perspectiva en tercera persona. El jugador puede usar tanto espadas como armas de fuego en el juego, y la magia estará disponible más adelante. El juego incluye criaturas mutantes como uno de los tipos de enemigos, y tiene un sistema de misiones interconectado que admite las elecciones de los jugadores. El jugador puede unirse a una de las tres facciones: los Frenéticos que usan ELEX para propósitos mágicos, los Clérigos que usan la sustancia para alimentar sus máquinas o los Forajidos que adoptan la filosofía de "todos para sí mismos".

### Mundo del Juego
El mundo del juego forma parte de Magalan, que está delimitado al sur y al oeste por un mar y al norte y al este por montañas. Además, el frío helado en las montañas del norte y la radioactividad en el oeste mata al jugador, si todavía encuentra un camino a través de las montañas. En el mar, sin embargo, el jugador es teletransportado unos pocos metros. El mundo es contiguo y está completamente agotado, con PC más rápidas incluso en teletransportes.
El mundo del juego está dividido en 5 áreas. Edan, que es propiedad de los Frenéticos y cuyo maná la ha convertido en un bosque fértil. Una vez que una ciudad/distrito industrial se estableció aquí, hoy en su mayoría solo quedan ruinas de ladrillo. Abessa está en el norte de Edan y puede considerarse como un área neutral para todas las facciones de las personas libres. Además, aquí están los más separatistas, grupos escindidos de los Albas. Predominantemente Abessa consiste en una montaña herbosa. Érase una vez que grandes partes de las áreas naturales y agrícolas parecían haber estado aquí. Al sudeste se encuentra Tavar, un área desértica ocupada por los Forajidos. Hay indicios de que esta zona era un desierto incluso antes del impacto del meteorito, que es predominantemente militar y científica, pero también fue utilizado con fines económicos.
Al norte de Tavar se encuentra Ignadon, un paisaje volcánico y de lava caracterizado por zonas industriales y residenciales en ruinas. En una enorme grieta, los clérigos construyeron su almacén de alta tecnología. Xacor se encuentra al norte de Abessa y al noroeste de Ignadon. El paisaje de la montaña helada fue ocupado por los Albas y anteriormente tenía un clima completamente diferente. Elex tiene la propiedad de enfriar el medio ambiente. Como grandes cantidades de Elex llegaron a Xacor gracias a los Albas en Xacor, toda la región se enfrió tanto que un paisaje invernal domina el paisaje durante todo el año.
Animales, mutantes, robots, bandidos y otras criaturas hostiles se pueden encontrar en todo el mundo. Dependiendo del tipo de oponente, la fuerza de uno es fija y no escala con el nivel del jugador. Debido a la acumulación aparentemente salvaje entre monstruos fuertes y débiles, el jugador se pone duro para llegar al siguiente lugar seguro. Incluso las calles que solían estar a medio camino en los juegos de Piranha Bytes no están en Elex. Para esto, el jugador recibe un propulsor al comienzo del juego, lo que le permite tomar rutas fuera de ruta, como sobre una ladera que de otro modo sería insuperable. Pero incluso con un propulsor cada paso inicial a través del desierto es atrevido. La única forma segura de viajar entre los campamentos es a través de los teletransportadores del mundo. que después de una sola activación puede ser utilizada por el jugador permanentemente y sin cargo sobre la tarjeta. A diferencia de los juegos anteriores, hay uno en ElexMonsterrespawn , para que el mundo no muera en algún momento cuando el jugador haya derrotado a todos los monstruos.

## Desarrollo
ELEX se anunció durante la Gamescom del 2015, donde Piranha Bytes y Nordic Games confirmaron su asociación en el proyecto. Fue presentado como una historia de portada en la revista alemana GameStar.

## Recepción

### Críticas
ELEX recibió críticas "en promedio mixtas" de parte de los críticos especializados, según Metacritic, una página de reseñas. La mayoría de los críticos elogiaron la ambición y el mundo del juego, pero se quejaron de una historia inconexa, controles insensibles y una mecánica de combate frustrante.
IGN declaró: "Si alguna vez has estado en una cita con alguien que parece muy interesante y agradable, pero de repente sigue diatribas sobre la gente lagarto o sobre cómo los Illuminati fingieron el alunizaje, entiendes algo de mi relación de amor y odio con ELEX."